# HD 135737
HD 135737，又名CP-67 2836，SAO 253115、HR 5684，是一颗恒星，视星等为6.28，位于銀經316.51，銀緯-8.63，其B1900.0坐标为赤經15h 11m 32.1s，赤緯-67° -8.63′ 57″。